# 오정환 (배우)
오정환은 대한민국의 배우이다.

## 학력
- 한양대학교 연극영화학과 학사

## 출연작

### 영화
- 《메리 크리스마스 미스터 모》 (2017년) - 스데반 역
- 《두 번 줄넘기》 (2013년)
- 《정모날》 (2013년)

### 연극
- 《언체인》 - 싱어 역
- 《잔치》 - 캐빈 역
- 《원스》 - Bank Manager 역
- 《갈매기》 - 꼬스쟈 역
- 《진짜 하운드 경위》
- 《메데이아》
- 《You Can't take it with you》
- 《욕망이란 이름의 전차》
- 《메두사의 뗏목》
- 《인형가게》
- 《갈매기》
- 《진짜 셰퍼드 경위》

### 뮤지컬
- 《원스》